# 에릭 가니에

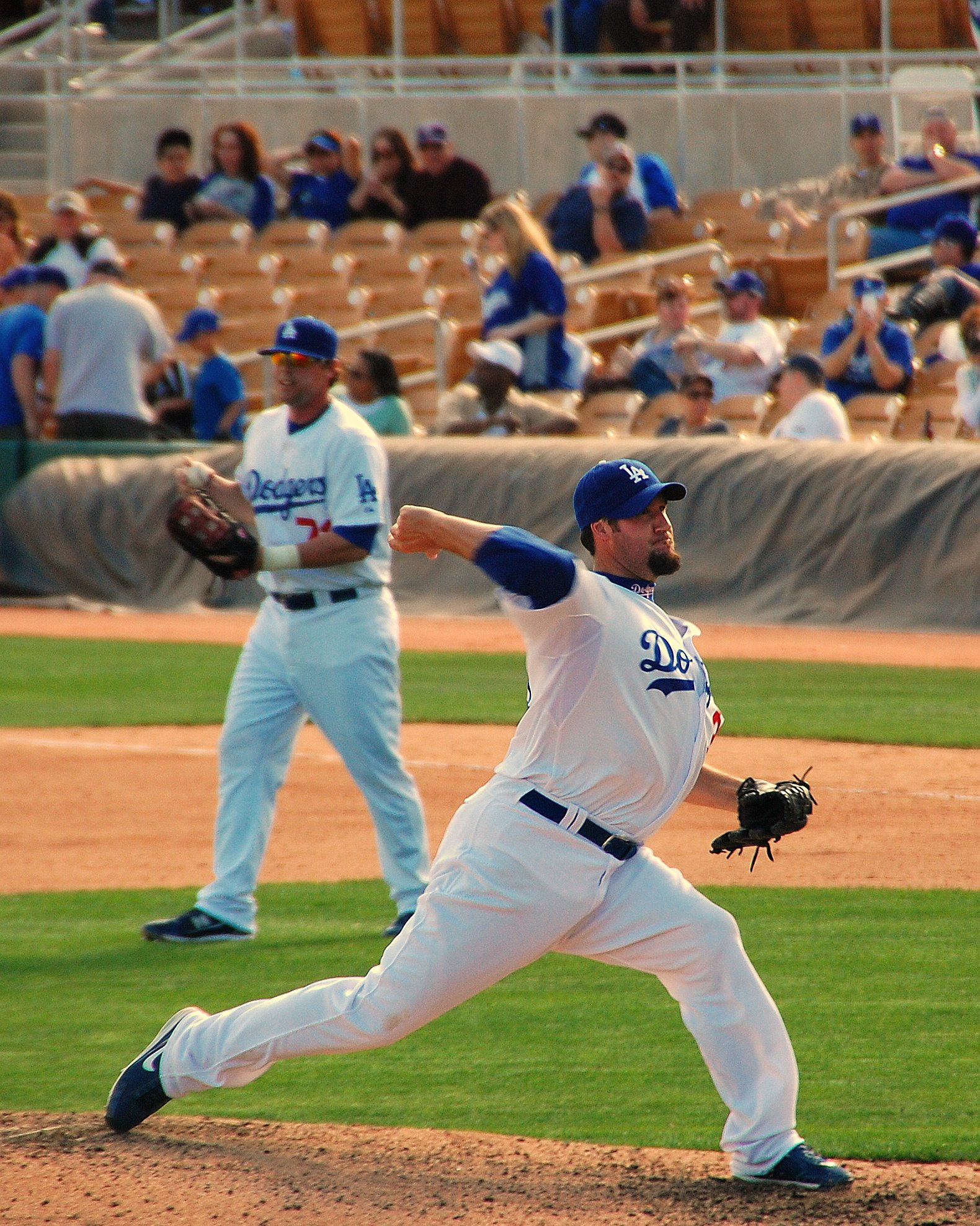
2010년 로스앤젤레스 다저스 시절의 가니에

에릭 세르주 가니에(Éric Serge Gagné, 1976년 1월 7일 ~)는 캐나다의 전 야구 투수로, 메이저 리그 베이스볼 (MLB)에서 10시즌을 뛰었으며, 특히 로스앤젤레스 다저스에서 두드러진 활약을 펼쳤다. 1995년 자유계약선수로 다저스와 계약한 가니에는 선발투수로 경력을 시작했다. 그 역할에서 어려움을 겪은 후, 다저스는 가니에를 선발에서 구원 투수로 전환시켰고, 3년(2002–2004) 동안 통계적으로 리그에서 가장 뛰어난 마무리 투수였으며, 2003년에는 사이 영 상을 수상했다. 이 기간 동안 84회 연속 세이브 기회를 성공시키며 메이저 리그 기록을 세웠다.
가니에는 2005년과 2006년에 부상으로 인해 거의 출전하지 못했으며, 2005년에는 팔꿈치 수술을, 2006년에는 등 수술을 받았다. 다저스는 2006년 이후 그와 재계약하지 않았고, 가니에는 2007년 시즌을 텍사스 레인저스에서 시작했으며, 그곳에서 잠시 마무리 투수로 다시 성공을 거두었다. 그러나 보스턴 레드삭스와 밀워키 브루어스에서의 활약은 덜 성공적이었고, 2008년 시즌 이후 방출되었다.
2007년 12월, 밀워키 브루어스와 2008년 계약을 체결한 지 며칠 만에, 미첼 보고서에 언급되면서 야구계의 스테로이드 스캔들과 연루되었다.

## 어린 시절
가니에는 퀘벡주 출신 가족이며, 몬트리올 근처 마스쿠슈 마을에서 자랐다. 어린 시절 야구와 아이스하키를 몬트리올의 폴리발렌트 에두아르-몽프티 고등학교에서 했다. 러셀 마틴도 같은 고등학교를 다녔다.
그의 리틀 리그 팀은 아버지 리처드가 코치했다. 결국 캐나다 주니어 월드 챔피언십 팀의 스타가 되었다. 어린 시절 내내 몬트리올 엑스포스와 카나디앵 드 몽레알의 팬이었다.

## 대학 경력
가니에는 세미놀 주니어 칼리지에 다녔다. 처음에는 가니에가 영어를 거의 몰랐지만, 대학 시절 미국 TV, 주로 시트콤 케넌 앤 켈을 시청하면서 영어를 능숙하게 구사하게 되었다. 결국 세미놀 야구팀의 스타 투수가 되었다.

## 프로 경력

### 드래프트 및 마이너 리그
1994년 메이저 리그 베이스볼 드래프트에서 시카고 화이트삭스의 30라운드 드래프트 지명(전체 845순위)을 받았지만, 다음 해에는 로스앤젤레스 다저스와 아마추어 자유 계약 선수로 계약했다. 그 후 가니에는 마이너 리그에서 뛰었지만 토미 존 수술로 인해 1997년 시즌 전체를 결장했다.

### 로스앤젤레스 다저스 (1999–2006)
9월 7일에 메이저 리그에 데뷔하여 다저스를 위해 마이애미 말린스를 상대로 선발 등판하여 6이닝 무실점 8삼진을 기록했다. 메이저 리그 첫 해에 선발 투수로 5경기만 출전하여 1승 1패, 2.10의 평균자책점을 기록했다. 처음 3시즌 동안 48경기 중 38번 선발 등판하여 11승 14패를 기록했다.
2002년 시즌 초, 다저스 마무리 투수 제프 쇼의 은퇴 후, 선발 투수에서 구원 투수로 전환되었다. 4월 7일 콜로라도 로키스를 상대로 첫 커리어 세이브를 기록했으며 곧 내셔널 리그의 선두 구원 투수가 되었다. 5월 7일 애틀랜타 브레이브스를 상대로 첫 블론 세이브를 기록하기 전까지 10연속 세이브를 기록했다. 그 해 첫 올스타전에 선출되어 퀘벡 출신 선수로는 두 번째로 올스타에 이름을 올렸다(첫 번째는 클로드 레이먼드). 올스타전에서 5회에 알폰소 소리아노에게 2점 홈런을 허용하여 아메리칸 리그가 내셔널 리그의 리드를 4-2로 줄이게 했다. 전체적으로 시즌 동안 52개의 세이브를 기록했다.
2003년에 마무리 투수로서 가니에는 55번의 세이브 기회를 모두 성공시키며 두 시즌 이상 50세이브를 기록한 최초의 투수가 되었고, 또한 100세이브 고지에 가장 빨리 도달한 투수가 되었다. 2003년 그의 55세이브는 전 시즌 존 스몰츠가 세운 내셔널 리그 기록과 같았다. 2002년 8월 26일부터 2004년 7월 5일까지 84회 연속 세이브 기회를 성공시키며 메이저 리그 기록을 세웠다. 2003년 시즌 동안 그가 아웃시킨 타자의 절반 이상(55%)이 삼진이었다.
가니에가 다저 스타디움 경기장에 입장하면, 보통 8회 또는 9회에 다저스가 앞서고 있는 상황에서, 스코어보드에는 "Game Over"라는 문구가 번쩍이고, PA 시스템에서는 건즈 앤 로지스의 노래 "Welcome to the Jungle"이 재생되었다.
55세이브 외에도 가니에는 2003년 시즌을 1.20의 평균자책점으로 마쳤고, 82+1⁄3이닝 동안 137삼진과 20 볼넷을 기록했다. 이는 이닝당 1.66삼진으로 환산된다. 그의 활약으로 롤라이즈 구원왕상을 수상했으며, 11년 만에 처음으로 사이 영 상을 수상한 구원 투수가 되었다. 그와 퍼거슨 젱킨스는 야구에서 가장 권위 있는 투수상을 수상한 유일한 두 명의 캐나다 투수이다. 패전 시즌(2승 3패)을 기록하면서도 이 상을 수상한 유일한 투수이다. 그 결과, 비시즌 동안 연봉 조정에서 55만 달러에서 800만 달러로 14배 인상을 요구했지만, 500만 달러에 합의했다.
그의 연속 세이브 기록은 2004년 7월 5일 애리조나 다이아몬드백스를 상대로 84개에서 마침내 중단되었다. 10일 후, 가니에는 뱅크 원 볼파크에서 다이아몬드백스를 상대로 5대2로 승리한 경기에서 다저스 소속으로 130번째 세이브를 기록하며 팀 역사상 가장 많은 커리어 세이브를 기록한 제프 쇼를 넘어섰다. 가니에는 그 해 플레이오프 첫 등판에서 3이닝 무실점을 기록했지만, 다저스는 세인트루이스 카디널스에게 디비전 시리즈에서 3대1로 패했다. 2007년 시즌을 앞두고 가니에는 168번의 세이브 기회 중 161번을 성공시켜 95.8%의 성공률을 기록했다.

### 부상
2005년 시즌 시작 전, 가니에와 다저스는 2년, 1900만 달러 계약에 합의했다. 그 해 초 여러 부상을 입었다. 여전히 효과적인 투수였음에도 불구하고, 평균자책점 2.70에 세이브 기회 8번 중 8번 성공을 기록했지만, 가니에는 그 시즌에 14경기만 출전할 수 있었다. 2005년 6월 21일, 가니에는 오른쪽 팔꿈치 인대 염좌를 치료하기 위해 시즌 종료를 알리는 토미 존 수술을 받을 것이라고 발표되었다. 회복에는 1년 이상이 걸릴 것이며, 더욱이 두 번째 토미 존 수술(가니에의 첫 수술은 1997년) 후 메이저 리그 복귀는 거의 전례 없는 일로, 이후 또 다른 다저스 구원 투수이자 대만 왼손 투수인 궈훙즈가 이를 달성했다. 그러나 수술을 시작하면서 의사들은 대신 흉터 조직에 갇힌 신경을 발견했으며, 덜 침습적인 절차로 이를 풀어낼 수 있었다. 가니에는 2005년 시즌 남은 기간 동안 여전히 경기에 나설 수 없었다.
가니에는 빠른 회복으로 2006년 3월 2006년 월드 베이스볼 클래식에서 캐나다를 위해 투구할 수 있기를 희망했지만, 결국 위험을 감수할 가치가 없다고 판단하고 정규 시즌 투구 준비에 집중하기로 결정했다.

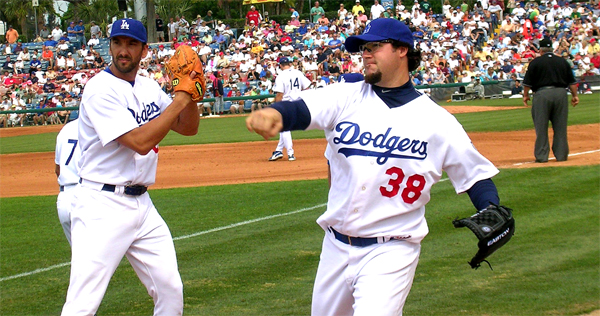
2006년 스프링 트레이닝 중의 가니에 (오른쪽)

스프링 트레이닝 초기에 고무적인 투구를 몇 차례 보인 후, 가니에의 팔꿈치 투구 통증으로 인해 두 번째 수술을 받아야 했다. 이번에는 의사들이 이전에 안정화하려 했던 신경을 완전히 제거하는 수술이었다. 더 많은 회복 시간이 이어졌지만, 가니에는 마침내 2006년 6월 3일에 첫 정규 시즌 경기에 등판했다. 다저스에서 두 번 등판하여 2이닝 무실점을 기록하고 1세이브를 기록했지만, 팔꿈치 신경 통증이 재발하여 6월 12일에 부상자 명단에 올랐다. 7월 4일에는 가니에가 등 통증으로 잠에서 깨어나면서 또 다른(분명히 관련 없는) 문제가 발생했다. 검사 결과 두 개의 디스크 탈출이 확인되었고, 가니에는 7월 8일에 시즌 종료를 알리는 등 수술을 받았다.

### 텍사스 레인저스 (2007)

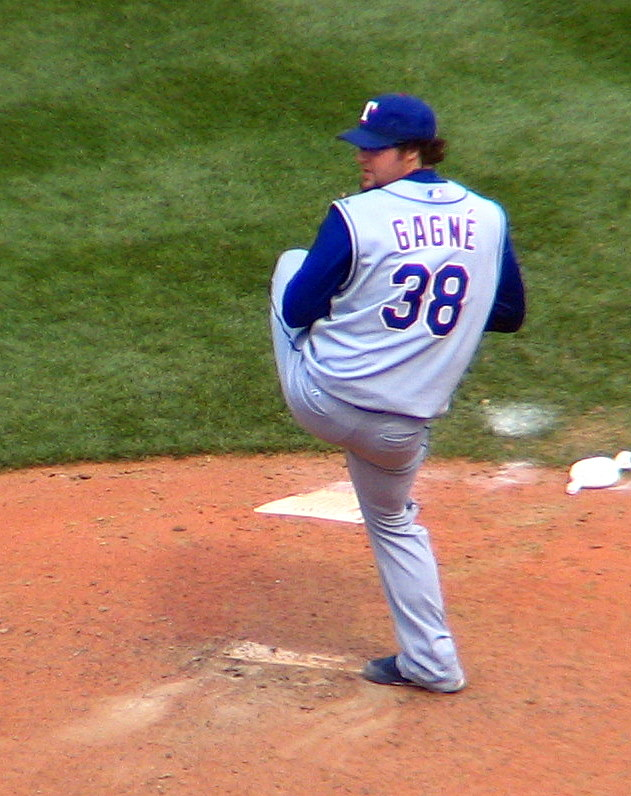
텍사스 레인저스 소속이던 2007년의 가니에

다저스는 시즌 후 가니에의 1,200만 달러 계약 연장을 거부하여 그를 자유 계약 선수로 만들었다. 2006년 12월 12일, 가니에는 텍사스 레인저스와 600만 달러에 1년 계약을 맺었으며, 성과 보너스로 500만 달러를 추가로 받을 수 있었다. 가니에는 3이닝 동안 5실점을 허용하며 좋지 못한 스프링 트레이닝을 보냈다. 3년 연속으로 가니에는 부상 회복을 위해 시즌 시작과 동시에 부상자 명단에 올랐다. 가니에는 마이너 리그 경기에서 3번 등판하며 회복을 시작했는데, 이 중 두 번은 연속 이틀 동안이었고, 홈런 하나와 패전 하나를 기록했다. 마지막 마이너 리그 경기에서 가니에는 상대 타자 3명을 모두 아웃시키며 4월 13일에 등록되었다.
복귀 첫 주에 가니에는 3이닝을 던져 1세이브를 기록했다. 그러나 두 번째 세이브 상황 도중, 가니에는 다리 통증을 호소하며 경기를 떠났다. 부상에서 회복하는 데 약 일주일이 걸릴 것이라고 말했지만, 레인저스는 위험을 감수하지 않고 가니에를 엉덩이 부상으로 부상자 명단에 올렸다. 5월 8일에 복귀하여 마무리 투수 역할로 돌아왔다. 텍사스에 있는 동안 2승 0패, 16세이브, 2.16의 평균자책점을 기록했으며, 상대 타자들은 그를 상대로 .192의 타율만을 기록했다.

### 보스턴 레드삭스 (2007)

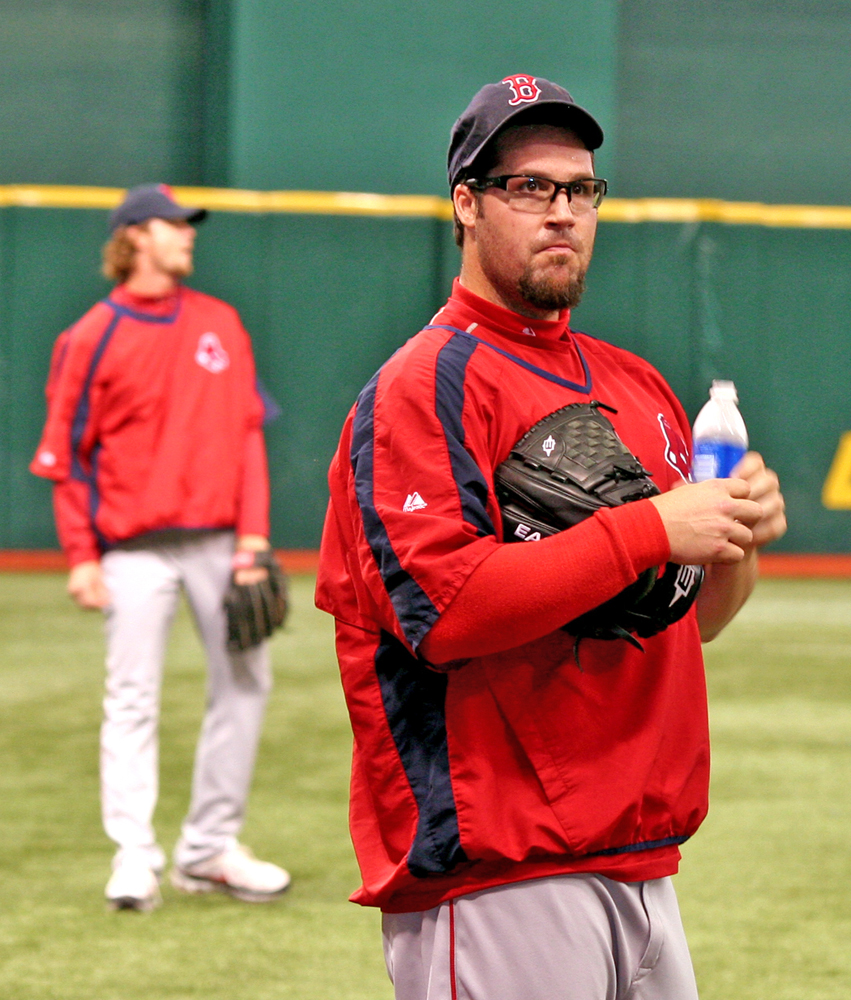
2007년 경기 전 보스턴 레드삭스 워밍업 중인 가니에

2007년 7월 31일, 가니에는 투수 케이슨 개버드와 마이너 리그 외야수 데이비드 머피 및 엥헬 벨트레와 트레이드되어 보스턴 레드삭스로 이적했다. 가니에는 마무리 투수 조너선 파펠본의 셋업 투수 역할을 할 것으로 예상되었다. 테오 엡스타인은 "불펜은 이미 우리 팀의 강점이지만, 에릭 가니에와 같은 수준의 투수를 영입하면 불펜이 더욱 강해지고, 남은 시즌 동안 진정으로 압도적인 불펜을 갖게 될 것이라고 믿는다"고 말했다.
그러나 가니에는 레드삭스에서 새로운 역할에 적응하는 데 어려움을 겪었다. 첫 15경기에서 가니에는 14이닝 동안 14실점(평균자책점 9.00)을 허용했으며, 3개의 블론 세이브를 기록하고 상대 타율이 0.350을 넘었다.
가니에는 시즌 막판에 개선되는 모습을 보였고, 결국 플레이오프 로스터에 추가되었다. 플레이오프에서는 주로 레드삭스가 큰 점수 차로 이기고 있는 경기에 투입되었는데, 2007년 월드 시리즈에서는 1차전 13-1 승리에서 퍼펙트 9회 투구를 기록하며 유일하게 월드 시리즈에 출전했다. 유일한 예외는 아메리칸 리그 챔피언십 시리즈 클리블랜드 인디언스와의 2차전 출전이었다. 11회 초 동점 상황에서 등판한 가니에는 11회에 7점을 허용하며 패전 투수가 되었다.
보스턴에서 가니에는 등번호 83번을 달았다. 선발 투수 커트 실링이 가니에의 평소 등번호 38번을 이미 사용하고 있었기 때문이다.

### 밀워키 브루어스 (2008)

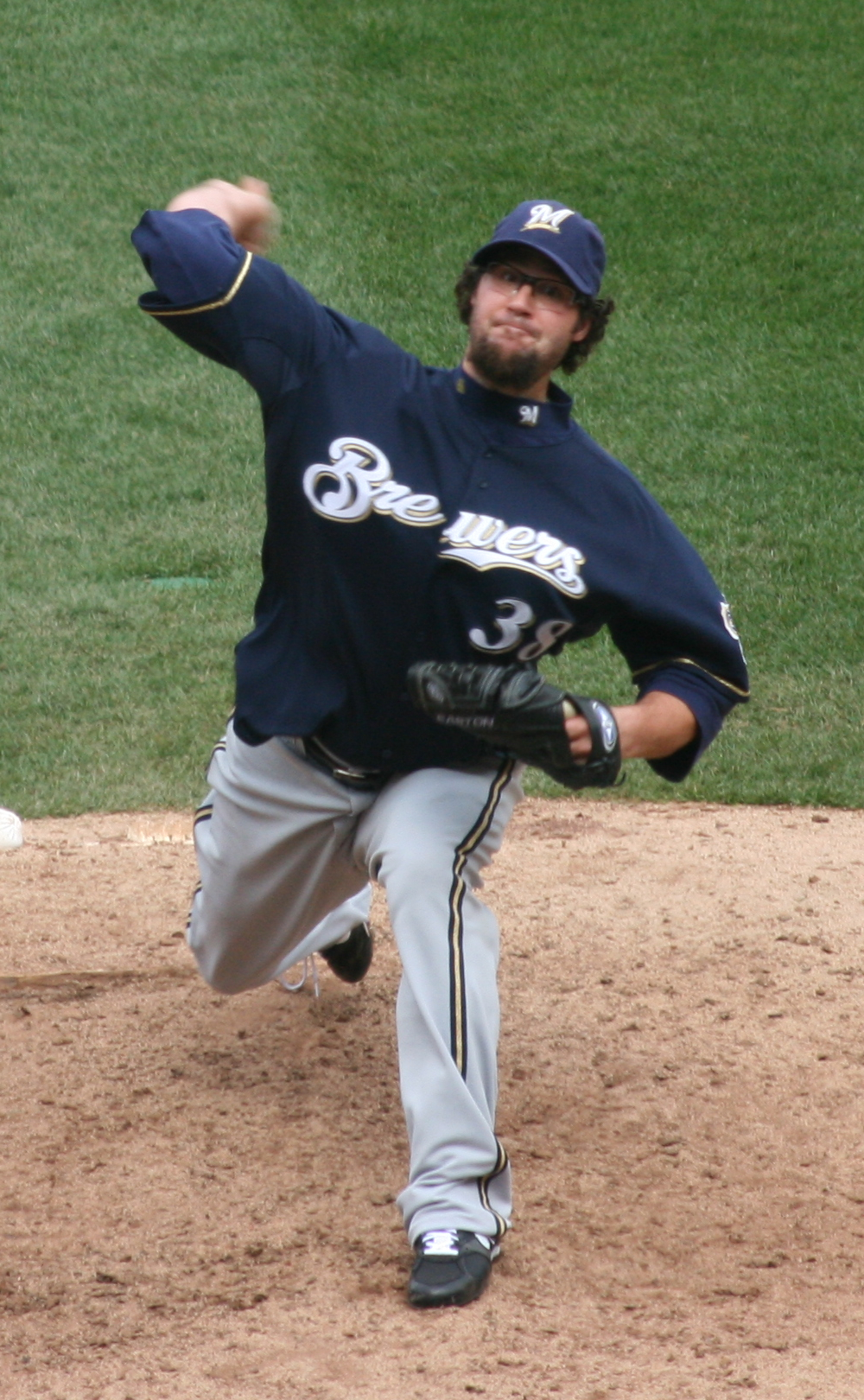
2008년 4월 12일 밀워키 브루어스에서 투구하는 가니에

2007년 12월 9일, 가니에는 밀워키 브루어스와 예비 계약에 합의했다. 12월 10일, 그들의 새로운 마무리 투수가 되기 위한 1년 계약을 체결했다. 1년 계약은 기본 연봉 1,000만 달러였고, 최대 100만 달러의 인센티브가 있었다. 가니에는 보스턴에서 83번을 달았던 후 38번으로 다시 돌아왔다.
5월 11일, 브루어스 감독 네드 요스트는 6번의 시도 중 3번의 블론 세이브를 기록한 후 가니에가 당분간 마무리 투수 역할에서 제외될 것이라고 발표했다. 며칠 후, 가니에는 마무리 투수 역할로 돌아올 준비가 되었다고 밝혔고, 며칠 후에는 10번째 세이브를 기록했다. 그러나 가니에는 팀의 마무리 투수로서 계속 어려움을 겪었고, 결국 베테랑 살로몬 토레스에게 마무리 투수 자리를 내준 후 회전근개 부상으로 부상자 명단에 올랐다. 가니에가 복귀한 후에도 불펜에서의 어려움은 계속되었고, 결국 기예르모 모타에게 셋업맨 자리도 내주었다. 시즌을 미들 릴리프 투수로 마쳤지만, 그 역할에서도 여전히 어려움을 겪었다.
가니에는 2008년을 메이저 리그에서 가장 좋지 않은 풀 시즌으로 마쳤다. 17번의 기회 중 10세이브, 5.41의 평균자책점, 46이닝 동안 38삼진을 기록했다. 토레스에게 마무리 투수 자리를 내준 후 세이브를 기록하지 못했다.
가니에는 2008년 시즌 이후 자유 계약 선수가 되었다. 마이너 리그 계약으로 브루어스와 재계약했다. 스프링 트레이닝 도중 어깨 부상으로 인해 방출되었다.

### 퀘벡 카피탈레스
2009년 5월 26일, 가니에는 독립 리그인 캐나디안 아메리칸 어소시에이션의 퀘벡 카피탈레스와 선발 투수/코치로 계약했다고 발표했다. 가니에는 2009년 6월 9일부터 팀에서 뛰기 시작했다. 팀의 다른 투수와 타자들을 멘토링하며 열심히 일하는 모습으로 카피탈레스 감독 미셸 라플랑트로부터 높은 평가를 받았다. 가니에는 2009년 9월 팀이 리그 챔피언십에서 우승하는 데 기여했다. 2009년 7월 26일 뉴저지 재컬스와의 경기에서 7이닝 경기에서 6이닝 노히트를 기록했다. 2개의 연속 안타를 허용했다. 그러나 팀은 삼중살로 경기를 마쳤다. 17번의 선발 등판에서 102.2이닝을 던지며 6승 6패, 평균자책점 4.65, 64삼진을 기록했으며 2번의 완투와 1번의 완봉승을 거두었다.

### 로스앤젤레스 다저스와의 복귀 시도
2010년 2월 18일, 가니에는 로스앤젤레스 다저스와 스프링 트레이닝 초청이 포함된 마이너 리그 계약에 동의했다. 다저스 구원 투수 라몬 트론코소는 가니에가 다저스에 있을 때 자신과 같은 젊은 투수들을 멘토링했던 것을 기억하고, 가니에에게 자신의 옛 등번호 38번을 넘겨주는 데 "아무런 문제가 없었다"고 말했다. 가니에는 다저스에서 세 번의 스프링 트레이닝 경기에 출전하여 2+2⁄3이닝 동안 8안타 6실점을 허용하며 20.25의 평균자책점을 기록했다. 3월 15일, 마이너 리그 캠프로 재배정되었는데, 자신의 실력을 메이저 리그 수준으로 끌어올리려면 더 많은 노력이 필요하다는 것을 인정했다. 강등 후 마이너 리그 팀 내 경기에서 단 한 번 출전한 후, 3월 21일 가니에는 다저스에서 방출을 요청했고 승인받았으며, 다른 팀에서 기회를 찾기를 희망했다. 그러나 2010년 4월 18일 은퇴를 발표했다.

### 트루아 리비에르 에이글스와 오타와 챔피언스
2015년 8월 28일, 프로 야구에서 마지막으로 뛰었던 지 6년 만에 가니에는 자신이 공동 소유주로 있는 독립 리그인 캐나디안 아메리칸 어소시에이션의 트루아 리비에르 에이글스에서 선발 투수로 경기에 참가했다. 가니에는 퀘벡 카피탈레스와의 경기에서 4+1⁄3이닝 동안 2삼진을 기록하고 1실점 2피안타만을 허용했지만, 5볼넷을 내주었으며, 에이글스는 5-3으로 승리했다.
2016년 9월 5일, 가니에는 캐나디안 아메리칸 어소시에이션의 오타와 챔피언스에서 투구했으며, 거의 8,000명의 팬들을 끌어모았다.

### 2017년 월드 베이스볼 클래식
2017년 1월 14일, 가니에가 은퇴한 투수 라이언 뎀스터와 함께 2017년 월드 베이스볼 클래식 캐나다 대표팀 투수진에 합류할 것이라고 보도되었다.

### 두 번째 복귀 시도
2017년 시즌 시작 전, 가니에는 메이저 리그 복귀를 고려 중이라고 발표했다. 스프링 트레이닝 동안 다저스와 훈련하고 WBC에서 투구한 후, 독립 리그인 애틀란틱 리그의 롱 아일랜드 덕스와 계약했다. 2017년 5월 21일 다시 은퇴했다. 5경기 3.2이닝 구원으로 등판하여 0승 2패, 12.27의 평균자책점, 5삼진을 기록하며 엄청난 부진을 겪었다.

## 코칭 경력

### 프랑스 코치
캐나다인이자 프랑스어를 모국어로 사용하는 가니에는 2012년 9월 2013년 월드 베이스볼 클래식 예선 동안 프랑스 야구 국가대표팀의 투수 코치를 맡았다. 프랑스는 한 경기도 이기지 못하고 본선 진출에 실패했다.
2013년 가을, 가니에는 프랑스 야구 대표팀의 감독으로 임명되었다. 팀은 가니에 감독 아래 2014년 유럽 선수권 대회에서 6위를 기록했다. 프랑스는 파나마에서 열린 2016년 월드 베이스볼 클래식 예선에 참가했다.

### 텍사스 레인저스
가니에는 2018년 텍사스 레인저스 조직에 코치로 다시 합류하여 애리조나 리그의 루키 레벨 팀인 애리조나 리그 레인저스의 투수 코치를 맡았다. 2019년, 가니에는 트리플 A 퍼시픽 코스트 리그의 내슈빌 사운즈의 불펜 코치로 승진했다. 가니에는 2019년 시즌 이후 레인저스 조직에서 방출되었다.

## HGH 사용
2007년 12월 13일, 가니에는 미첼 보고서에 언급되었다. 이 보고서는 전 상원의원 조지 J. 미첼의 야구 내 경기력 향상 약물 사용에 대한 보고서이다. 가니에는 HGH (인간 성장 호르몬) 사용자였다. 알려진 바에 따르면, 가니에는 스테로이드 판매상 커크 라돔스키로부터 약물을 받았다. 처음에 라돔스키는 가니에가 다저스 팀 동료 폴 로 두카로부터 약물을 얻었다고 말했지만, 라돔스키는 보고서에서 2004년에 두 번의 HGH 배송을 가니에에게 직접 우편으로 보냈다고 말했다. 페덱스와 USPS 배송 영수증은 라돔스키가 가니에로부터 최소 한 번, 다저스 팀 동료 로 두카로부터 가니에를 대신하여 두 번의 결제를 받았음을 보여준다. 가니에는 보고서가 발표되기 전 미첼 상원의원과의 만남을 거부했다.
2009년 로스앤젤레스 타임스와의 인터뷰에서 가니에는 자신이 한 일뿐만 아니라 그 일에 대해 공개적으로 말할 수 없다는 사실에 대해 후회하는 마음을 드러냈다. 이는 (타임스에 따르면) 다른 사람들을 연루시키기를 꺼렸기 때문일 가능성이 높다.
부인하지 않아요. 제가 그랬다고 말하는 것도 아니고요. 그냥 이야기할 수 없을 뿐이에요. 민감한 주제잖아요. 저만 관련된 게 아니에요. 저는 모든 것에 대해 솔직하게 말했어요. 이 문제에 대해 이야기할 수 없다는 게 정말 안타깝네요. 어차피 동정을 바라는 것도 아니고요. 평생 이 일과 함께 살아가야 해요. 아이들에게도 이 사실을 설명해야 하고, 평생 제 이력서에 남을 거예요.
I'm not denying it. I'm not saying I did it. I just can't talk about it. It's a touchy subject. It doesn't just involve me. I've been straightforward about everything. It [stinks] that I can't be about this. I'm not looking for sympathy anyway. I have to live with this for the rest of my life. I'm going to have to explain this to my kids. It's going to be on my resume for the rest of my life.— Éric Gagné, Los Angeles Times, July 5, 2009

가니에는 자신이 롤모델로 여겨져 왔음을 인정하고, 자신을 해서는 안 될 것의 예시라고 불렀다. 반면, 다저스 팬들에게 정직한 모습을 보여줬는지 묻자, 항상 그렇게 하려고 노력했다고 주장했다.
2010년 2월 로스앤젤레스 타임스와의 인터뷰에서 가니에는 HGH를 사용했음을 인정하며, 무릎 부상에서 회복하기 위해서였다고 말했다.

## 투구 스타일
가니에는 구원 투수로서 다양한 구종을 사용했지만, 가장 일반적으로 사용한 것은 90마일 중반에서 후반대의 포심 속구와 80마일 중반대의 벌컨 체인지업이었다. 가니에는 또한 투심 속구, 느린 커브, 그리고 거의 사용하지 않는 슬라이더를 구사했다.
비록 그가 "벅스 버니 커브볼"로도 칭찬받았지만, 가니에의 체인지업은 그의 최고의 구종으로 여겨졌다. 스포츠 작가 댄 하비브는 다음과 같이 썼다.
대부분의 마무리 투수는 그들의 성공과 동일시되는 한 가지 구종에 의존한다: 트레버 호프먼의 체인지업, 마리아노 리베라의 컷 패스트볼. 가니에는 그의 체인지업과 속구 사이의 어지러운 진동을 통해 성공한다. 그들은 같은 릴리스 포인트와 같은 팔 스피드를 가지고 있다. 속구는 순수한 구속 ... 그러나 체인지업은 간사한 것으로, 피크닉 테이블에서 굴러떨어진 볼링공과 같다. 그것은 속구보다 약 10마일 정도 느리게, 83에서 88마일 사이로 움직이며, 스플리터처럼 늦고 날카롭게 꺾인다.
가니에는 이러한 구종 조합을 사용하여 매우 높은 삼진율을 기록했다. 그가 사이 영 상을 수상한 2003년 시즌에는 그가 허용한 안타(37개)보다 삼진(137개)이 100개 더 많았다. 이는 3.7의 삼진 대 안타 비율을 기록했는데, 이는 50이닝 이상 던진 구원 투수 중 단일 시즌 최고 기록이다. 또한 2002년 시즌 이후 모든 투수 중에서 전체 투구 대비 스윙 스트라이크 비율이 가장 높다(18.5%). 또한 스트라이크 존 안의 투구에 대한 스윙 스트라이크 비율도 가장 높다.
가니에는 마운드에서 감정적인 존재감을 드러냈다: "저는 감정을 드러내고, 정말 공격적으로 플레이하며, 반 이닝 동안 제가 가진 모든 것을 쏟아내는 것을 좋아합니다."

## 개인 생활
가니에와 그의 전 부인 발레리(결혼 전 성: 에르비외)는 두 딸과 두 아들, 총 네 명의 자녀를 두었다. 그의 아버지의 사촌인 폴 가니에는 NHL에서 여러 시즌을 뛰었다.
2020년 7월 31일, 가니에는 테르본에서 여러 차례 뺑소니 사고에 연루되었다. 경찰은 그가 현장을 도주한 후 그를 체포했다고 보도되었다.

## 경력 하이라이트
| 업적                              | 기록           |
| 정규 시즌                         | 정규 시즌      |
| --------------------------------- | -------------- |
| 연속 세이브 기회 성공             | 84개 (2002–04) |
| 내셔널 리그 단일 시즌 최다 세이브 | 55개 (2003)    |

1. ↑  프란시스코 로드리게스, 에드윈 디아스 그리고 바비 딕펜 다음으로 존 스몰츠와 함께 단일 시즌 세이브 4위 타이기록
2. ↑  “Single-Season Leaders & Records for Saves - Baseball-Reference.com”. 2020년 11월 22일에 확인함.